# Christian Eklöw
Christian Jan Eklöw, född 5 oktober 1974 i Linköping, är en svensk filmregissör och manusförfattare.
Han arbetade ihop med Christopher Panov på debutfilmen Hundtricket (2002). De har sedan dess arbetat tillsammans på i stort sett alla filmer de har skrivit manus för.

## Filmografi (i urval)
- 2002 – Hundtricket
- 2009 – Scener ur ett kändisskap
- 2013 – Kung Liljekonvalje av dungen
- 2013 – Tragedi på en lantkyrkogård
- 2014 – Äkta människor (TV-serie)
- 2016 – Vårdgården (TV-serie)
- 2021 – Udda veckor (TV-serie)